# Eva Zažímalová
Eva Zažímalová (ur. 18 lutego 1955 w Pradze) – czeska biochemik. Specjalizuje się w dziedzinie anatomii i fizjologii roślin.
Jest absolwentką Wydziału Nauk Przyrodnicznych Uniwersytetu Karola (UK) w Pradze, gdzie w 1979 r. ukończyła studia z zakresu chemii (specjalizacja biochemia). W 1983 r. została kandydatem nauk w ówczesnej Czechosłowackiej Akademii Nauk. W tymże roku została zatrudniona jako pracownik naukowy w Instytucie Botaniki Eksperymentalnej. W 2004 r. uzyskała docenturę na Wydziale Nauk Przyrodniczych UK, gdzie w 2013 r. objęła stanowisko profesora.
W marcu 2017 r. objęła funkcję przewodniczącego Akademii Nauk Republiki Czeskiej, zastępując na tym stanowisku Jiřego Drahoša.